# Anuţa Cătună
Anuța Cătună (1º ottobre 1968) è un'ex maratoneta rumena.
È nota anche perché ha un nome e un cognome che formano un palindromo.

## Palmarès

### Mondiali
- 1 medaglia:
  - 1 argento (Göteborg 1995 nella maratona)

### Mondiali di mezza maratona
- 2 medaglie:
  - 2 argenti (Oslo 1994; Montbéliard–Belfort 1995)

### Altro
- Maratona di New York: 1 oro (1996)
- Maratona di Lipsia: 1 oro (1991)